# 澳门特别行政区全国人民代表大会代表
澳門特別行政區全國人民代表大會代表（簡稱澳區全國人大代表或澳門全國人大代表）是代表澳門特別行政區人民在中華人民共和國的最高權力機構全國人民代表大會中，行使國家立法權的代表，代表名額為12人。按照《澳門基本法》規定，澳門特別行政區居民中的中國公民依法參與國家事務的管理。根據全國人民代表大會確定的代表名額和代表產生辦法，由澳門特別行政區居民中的中國公民在澳門選出澳門特別行政區的全國人民代表大會代表，參加最高國家權力機關的工作。
澳區全國人大代表的產生和內地不同，每屆的代表是依據上一屆全國人民代表大會通過的《選舉辦法》所選出的。
澳區全國人大代表是由選舉辦法所提名、之後正式選舉出12人，報送全國人民代表大會常務委員會代表資格審查委員會審查，由全國人大常委會確認代表資格，公佈代表名單。

## 歷史
澳區全國人大代表的歷史始于1975年的第四届全国人民代表大会，當時的澳門全國人大代表共有4名，均是以廣東省全國人民代表大會代表的身分参与。到1998年選出的5名澳門第九屆全國人大代表，均由廣東省人大選出，在澳門特別行政區成立後，這5名代表即成为澳門特區第九屆全國人大代表。澳門回歸後，澳門特別行政區按照當年的產生辦法於2000年選舉另外7名第九屆全國人大代表。澳門全國人大代表才於2000年初不再作為廣東省代表，而以澳門特別行政區代表團的身分參與全國人大。
九屆及十屆澳區全國人大代表均須通過預選才能正式參選，而此預選制度已於2007年3月16日被第十屆全國人民代表大會第五次會議所取消。

## 澳門全國人大代表的選舉
澳門全國人大代表的選舉實行差額選舉，採用無記名投票方式。其選舉辦法如下：
先組成澳門特別行政區全國人民代表大會代表選舉會議，然後接受年滿18歲的澳門居民中的中國公民報名參選、參選人需要由10名以上選舉會議成員為其填寫候選人提名信始得登記為代表候選人，選舉會議成員亦可登記。最後再由選舉會議從代表候選人中選出12名正式代表。

### 歷屆選舉會議的組成
澳門特別行政區第九屆全國人民代表大會代表選舉會議由《全國人民代表大會關於澳門特別行政區第一屆政府、立法會和司法機關產生辦法的決定》中規定的第一屆政府推選委員會委員中的中國公民，沒有參加推選委員會的澳門地區第九屆全國人民代表大會代表，以及不是推選委員會委員的澳門特別行政區居民中的中國人民政治協商會議第九屆全國委員會委員和澳門特別行政區立法會議員中的中國公民組成。但本人提出不願參加的除外。
澳門特別行政區第十屆全國人民代表大會代表選舉會議由參加過澳門特別行政區第九屆全國人民代表大會代表選舉會議的人員，以及不是上述人員的澳門特別行政區第二屆立法會議員中的中國公民組成。但本人提出不願參加的除外。澳門特別行政區行政長官為澳門特別行政區第十屆全國人民代表大會代表選舉會議的成員。
澳門特別行政區第十一屆全國人民代表大會代表選舉會議由參加過澳門特別行政區第十屆全國人民代表大會代表選舉會議的人員，以及不是上述人員的澳門特別行政區居民中的中國人民政治協商會議第十屆全國委員會委員、澳門特別行政區第二任行政長官選舉委員會委員中的中國公民和澳門特別行政區第三屆立法會議員中的中國公民組成。但本人提出不願參加的除外。澳門特別行政區行政長官為澳門特別行政區第十一屆全國人民代表大會代表選舉會議的成員。
澳門特別行政區第十二屆全國人民代表大會代表選舉會議由
- 參加過澳門特別行政區第十一屆全國人民代表大會代表選舉會議的人員
- 不是上述人員的澳門特別行政區居民中的中國人民政治協商會議第十一屆全國委員會委員
- 不是上述人員的澳門特別行政區第三任行政長官選舉委員會委員中的中國公民
- 不是上述人員的澳門特別行政區第四屆立法會議員中的中國公民組成。但以上本人提出不願參加的除外。
- 澳門特別行政區行政長官為澳門特別行政區第十二屆全國人民代表大會代表選舉會議的成員。

### 選舉工作
按照憲法規定，在每屆全國人大任期屆滿的兩個月以前，要完成下一屆全國人大代表的選舉，全國人大代表的選舉由全國人大常委會主持。在每屆全國人大任期屆滿一年以前的3月，全國人大通過關於新一屆全國人大代表名額和選舉問題的決定，规定新一屆全國人大代表於新一屆全國人大任期開始年份的1月選出。全國人大還通過了澳門特別行政區選舉新一屆全國人大代表的辦法。全國人大及其常委會對澳區全國人大代表的選舉高度重視，從每屆全國人大任期屆滿前一年上半年開始，全國人大常委會即按照法律規定開始了有關選舉工作的各項準備。同年7月，全國人大常委會辦公廳依照選舉辦法的規定，在澳門發放選舉會議成員登記表，並接受登記；8月，全國人大常委會通過了澳門特別行政區新一屆全國人民代表大會代表選舉會議成員名單並予以公布，選舉會議宣告成立。11月，選舉會議正式開始工作。
根據選舉辦法的規定，選舉會議的工作大致分为三個階段：
- 第一階段，召開選舉會議第一次全體會議，推選若干名選舉會議成員組成主席團，随後的選舉會議將由主席團主持。主席團召開第一次會議，從主席團成員中推選常務主席1人，此後的主席團會議將由常務主席主持。

- 第二階段，選舉會議成員依法提名代表候選人。主席團召開第二次會議，匯總並公布代表候選人名單和簡介，將代表候選人名單及其簡介印發選舉會議全體成員。

- 第三階段，召開選舉會議第二次全體會議，確定總監票人和監票人，進行投票選舉，宣布選舉結果。主席團召開第三次會議，決定發布選舉結果的公告，並向全國人大常委會代表資格審查委員會報送關於選舉結果的報告。

第二階段和第三階段的具體安排，將在主席團產生後，由主席團研究決定，並發布公告。
全國人大常委會將根據代表資格審查委員會提出的報告，確認代表資格，公布代表名單。

## 歷屆澳區全國人大代表
澳門回歸前
| 选举 | 届次   | 代表                                                               | 名额 |
| ---- | ------ | ------------------------------------------------------------------ | ---- |
| 1975 | 第四届 | 何賢、柯平、梁培、冼為鏗                                           | 4    |
| 1978 | 第五届 | 何賢、柯平、梁培、冼為鏗                                           | 4    |
| 1983 | 第六届 | 何賢（任內去世）、柯平、鄺秉仁、唐星樵、馬萬祺（補選）             | 4    |
| 1988 | 第七届 | 馬萬祺、何厚鏵、趙汝能、柯平、唐星樵                               | 5    |
| 1993 | 第八届 | 馬萬祺、何厚鏵、趙汝能（任內去世）、柯正平、唐星樵、楊秀雯（補選） | 5    |
| 1997 | 第九届 | 王啟人、楊秀雯、何厚鏵、柯正平、唐星樵                             | 5    |

澳門回歸後
| 选举 | 届次     | 代表 | 名额 |
| ---- | -------- | --- | ---- |
| 2000 | 第九届   | 王启人、刘艺良、李成俊、杨允中、杨秀雯、吴仕明、何厚铧、柯正平、贺一诚、唐星樵、黄枫桦、潘玉兰                                 | 12   |
| 2003 | 第十届   | 白志健、刘艺良、刘焯华、李鹏翥、杨允中、杨秀雯（女）、吴仕明、陈启明、贺一诚、高开贤、黄枫桦、崔世平、潘玉兰（女）。           | 12   |
| 2008 | 第十一届 | 刘艺良、刘焯华、李沛霖、陆波、招银英（女）、林笑云（女）、姚鸿明、贺一诚、高开贤、崔世平、梁玉华（女）、梁维特                 | 12   |
| 2013 | 第十二届 | 刘艺良、李沛霖、何雪卿（女）、陆波、林笑云（女）、姚鸿明、贺一诚、高开贤、容永恩（女）、崔世平、梁玉华（女）、梁维特           | 12   |
| 2018 | 第十三届 | 刘艺良、吴小丽（女）、何雪卿（女）、陆波、林笑云（女）、施家伦、贺一诚、高开贤、容永恩（女）、萧志伟、崔世平、黎世祺、何敬麟。 | 12   |
| 2023 | 第十四届 | 何雪卿、何敬麟、吳小麗、施家倫、容永恩、高開賢、崔世平、陳虹、黃顯輝、溫能漢、劉藝良、蕭志偉                                   | 12   |

### 歷屆澳區全國人大常委
- 第六屆：何賢（1983年去世）、馬萬祺（1984年六届全国人大二次会议补选）
- 第七屆：馬萬祺
- 第八屆：何厚鏵
- 第九屆：何厚鏵（2000年辞职）、賀一誠（2001年九届全国人大四次会议补选）
- 第十屆：賀一誠
- 第十一屆：賀一誠
- 第十二屆：賀一誠
- 第十三屆：賀一誠（2019年辞职）
- 第十四屆：高開賢

## 外部連結
- 澳门全国人大代表